# Scirrotherium
Scirrotherium is een geslacht van uitgestorven gordeldierachtigen behorend tot de familie Pampatheriidae. Het was een herbivoor die tijdens het Mioceen in Midden- en Zuid-Amerika leefde.

## Soorten
Het geslacht Scirrotherium omvat drie soorten:
- S. hondaensis[1]: de typesoort is de oudst bekende soort uit het geslacht en tevens de familie.[2] S. hondaensis is bekend van fossielen uit de Villavieja-formatie in Colombia, die 13,5 tot 11,5 miljoen jaar oud is en dateert uit de South American Land Mammal Age Laventan.[3]
- S. carinatum: tijdens de South American Land Mammal Age Huayquerian (9-6,8 miljoen jaar geleden) leefde deze soort in zuidelijk Zuid-Amerika. Fossielen van S. carinatum zijn gevonden in Argentijnse provincies Chubut en Entre Ríos en in de Braziliaanse Solimões-formatie.[4]
- S. antelucas: deze soort is bekend van vondsten bestaande uit osteodermen en voetbotjes uit de Curré-formatie in Costa Rica. De afzettingen van deze formatie zijn 8,5 tot 6,5 miljoen jaar oud en dateren uit de North American Land Mammal Age Hemphillian. S. antelucas was ongeveer anderhalve meter lang. Deze soort is samen met onder meer de grondluiaard Pliometanastes en de breedneusaap Panamacebus een van de weinige zoogdieren van Zuid-Amerikaanse origine die al voor de "Great American Biotic Interchange" het Noord-Amerikaanse continent bereikte.[5][6][7]

Fossielen van Scirrotherium die niet tot op soortniveau beschreven konden worden, zijn gevonden in de Castilla-formatie in Venezuela (Vroeg-Mioceen) en de Pebas-formatie in Peru (Laat-Mioceen).